# Jessej
Jessej (rusky Ессей) je jezero na severu Středosibiřské pahorkatiny v povodí řeky Chatanga v Krasnojarském kraji v Rusku. Má rozlohu 238 km².

## Pobřeží
Je mělké, břehy jsou vyvýšené, přímé téměř bez zálivů.

## Vodní režim
Zdrojem vody jsou sněhové a dešťové srážky. Do jezera ústí řeky Buordach, Sordongnoch, Sigmojan a mnoho menších a odtéká řeka Sikasjan (levý přítok Kotuje).

## Fauna
Jezero je bohaté na ryby.